# Funicolare del Monte Rosa
Situata in località Frachey, nel comune di Ayas, in Valle d'Aosta, la funicolare del Monte Rosa è il primo impianto di tale genere nella regione realizzato quale impianto di risalita per chi pratica lo sci.

## Storia
L'impianto venne inaugurato il 5 marzo 2010 in sostituzione della preesistente seggiovia a due posti in funzione dal 1978.

## Caratteristiche
La funicolare consente di raggiungere (dalla frazione Frachey, in val d'Ayas, posta a 1617 metri sul livello del mare), i 1981 metri di quota dell'Alpe Charchérioz, nell'ambito del comprensorio sciistico denominato Monterosa Ski.
Il viaggio dura complessivamente circa due minuti e mezzo, con velocità massima di 30 km/h.
Strutturata secondo il classico sistema "va e vieni", la funicolare possiede due vetture in grado di trasportare ciascuna 110 persone.